# 910-е годы до н. э.
910-е (девятьсо́т деся́тые) го́ды до на́шей э́ры по пролептическому юлианскому календарю — промежуток времени с 1 января 919 года до н. э. по 31 декабря 910 года до н. э., включающий с 919 по 911 годы 9-го десятилетия  и 910 год 10-го десятилетия X века 1-го тысячелетия до н. э. Им предшествовали 920-е годы до н. э., за ними следовали 900-е годы до н. э. Они закончились 2935 лет назад.

## Датированные события
О принципах датировки см. X век до н. э.
- 918 (или 900, или 909) — свергнут царь Тира Абд-Астарт. Начал править Метусастарт[1].
- 913 (18-й год Иеровоама I[2]) — умер царь Иудеи Ровоам; на престол взошёл его сын Авия.
- 912 — умер царь Ассирии Ашшур-дан II, ему наследовал сын Адад-нирари II.
- 911, первый год правления Адад-нирари II — первая дата в ближневосточной истории, установленная с полной точностью. Поход Адад-нирари II на куманийцев. Завоевание Катмуха[3].
- 911 (20-й год Иеровоама I[4]) — умер царь Иудеи Авия, на престол взошёл его сын Аса.